# Víctor Reyes (futbolista)
Victor Manuel Reyes Condori (Lima, 18 de septiembre de 1977) es un exfutbolista y director técnico peruano. Jugaba de centrocampista. Tiene 48 años. Actualmente es Director Técnico de la selección peruana de la categoría Sub-17.

## Como jugador
| Club                    | País | Año       |
| ----------------------- | ---- | --------- |
| Bella Esperanza         | Perú | 1994-1997 |
| Unión Minas             | Perú | 1998-1999 |
| Alianza Lima            | Perú | 2000      |
| Estudiantes de Medicina | Perú | 2001-2002 |
| Unión Huaral            | Perú | 2003-2004 |
| Alianza Lima            | Perú | 2005      |
| José Gálvez FBC         | Perú | 2006      |
| FBC Melgar              | Perú | 2007      |
| Total Clean             | Perú | 2008      |
| Hijos de Acosvinchos    | Perú | 2009      |

## Como entrenador
| Club             | País | Año       |
| ---------------- | ---- | --------- |
| Sporting Cristal | Perú |           |
| USMP             | Perú | 2016      |
| Alianza Lima     | Perú | 2017-2018 |
| Real Garcilaso   | Perú | 2018      |
| Alianza Lima     | Perú | 2019      |
| Alianza Lima     | Perú | 2019      |

| Selección | País | Año  |
| --------- | ---- | ---- |
| Sub-17    | Perú | 2020 |

- Datos: Q65160740